# 西大洲駅
西大洲駅（にしおおずえき）は、愛媛県大洲市阿蔵にある四国旅客鉄道（JR四国）予讃線の駅である。駅番号はU15。

## 歴史
当駅は地元の請願によって開設された。「せっかく線路が通っているのに汽車が止まらないのはもったいない」と、地元の市議やPTA会長らが中心となり昭和35年に「西大洲駅建設委員会」を設立。基本は手紙による陳情だったが、時には寄付金を募り代表者が松山や高松へ泊りがけで陳情に出かけたともいう。約一年後の1961（昭和36）年に駅は開設。開業初日はもち投げや花火などで賑わった。開設当時の列車本数は15～16本ほど、乗降客も70～80人ほどだったが、1980（昭和55）年ごろには約20人ほどにまで減少していた。
- 1961（昭和36）年10月20日：開業[3][5]。気動車の旅客のみを取り扱う駅員無配置駅[6]。
- 1987（昭和62）年4月1日：国鉄分割民営化により、四国旅客鉄道の駅となる[3]。

## 駅構造
片面ホーム1面1線の地上駅。ホームの宇和島寄りに出入口がある。駅舎はなく、待合所があるのみの無人駅。

## 利用状況
| 1日乗降人員推移 | 1日乗降人員推移 |
| 年度            | 1日平均人数     |
| --------------- | --------------- |
| 2011年          | 82              |
| 2012年          | 94              |
| 2013年          | 86              |
| 2014年          | 78              |
| 2015年          | 74              |

## 駅周辺
- 市立大洲病院
- 大洲市立久米小学校
- 伊予鉄南予バス大洲営業所

## 隣の駅
四国旅客鉄道（JR四国）
■予讃線
伊予大洲駅 (U14) - 西大洲駅 (U15) - 伊予平野駅 (U16)